# Nicolas Lecreux

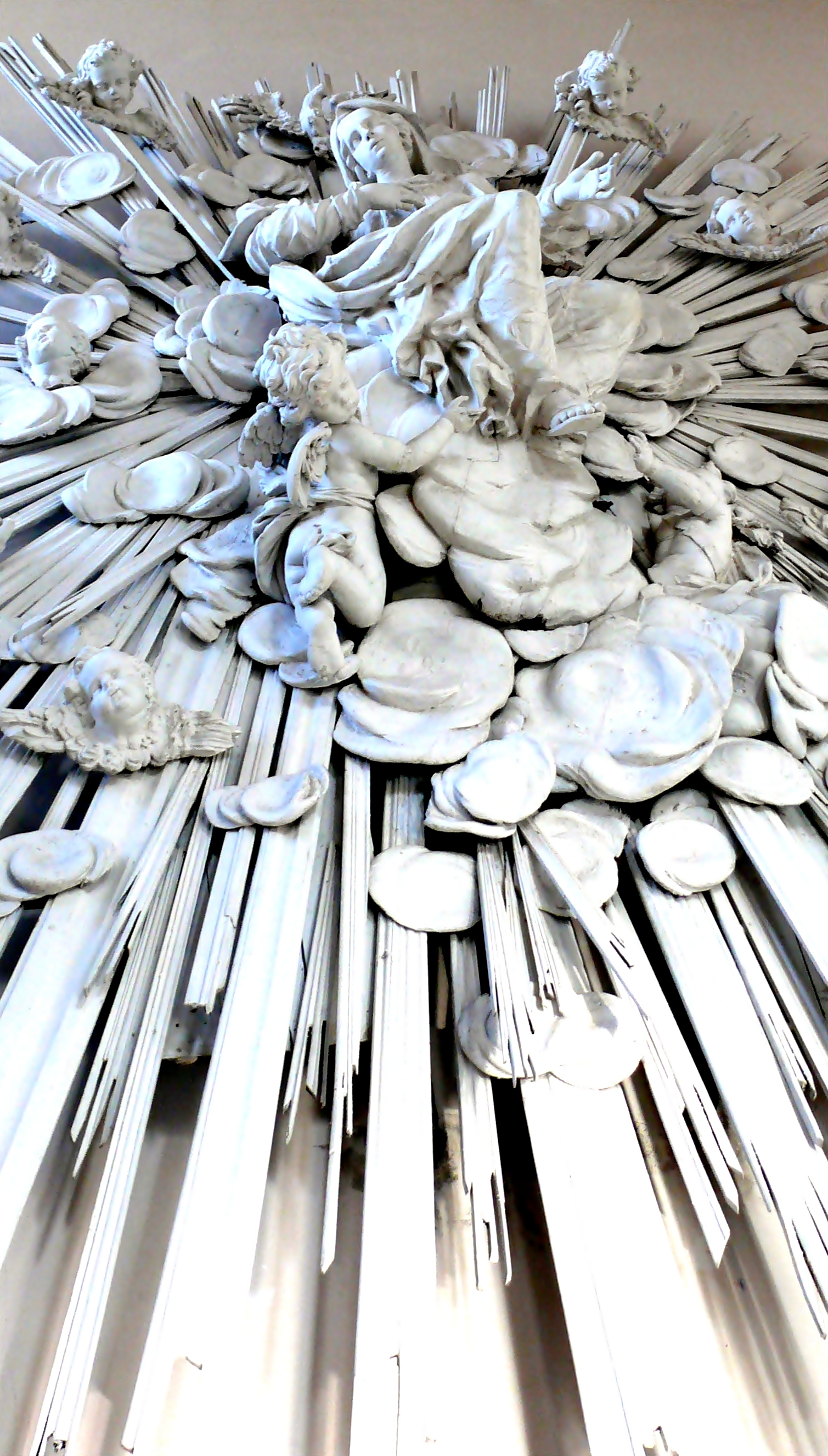
Maria-Tenhemelopneming, toegeschreven aan Lecreux, gemaakt in gestuct hout voor de Sint-Medarduskerk van Doornik en sinds 2006 overgebracht naar het seminarie van die stad.

Nicolas Adrien Joseph Lecreux (Valenciennes, 8 september 1734 - Doornik, 21 augustus 1799) was een Frans beeldhouwer in de Zuidelijke Nederlanden. Hij werkte in porselein, hout, stuc en steen.

## Leven en werk
Lecreux werd geboren in Valenciennes en trad er op zijn vijftiende in dienst bij meester-beeldhouwer Antoine Gillis. Hij volgde Gillis toen die in 1757 over de grens trok naar Doornik om te gaan werken voor de nieuwe porseleinmanufactuur van François Joseph Péterinck. Deel van het plan was de opening door Gillis van een academie waar porseleinschilders en -modelleerders zouden worden gevormd. Lecreux was de eerste leerling en bleef in 1757-60 ook nog in dienst van Gillis. Hij maakte ontwerpen voor de porseleinfabriek.
In 1765 werd Lecreux zelf leraar aan de academie. Hij had inmiddels een eigen atelier en produceerde gesculpteerd kerkmeubilair, frontons, apostelbeelden en ander beeldhouwwerk. Hij kreeg vooral opdrachten uit Doornik en Kortrijk, maar ook uit Rijsel, Douai en Harelbeke. Zijn meeste werk produceerde hij in de periode 1755-80, met als meesterwerk de essenhouten groep met de Aartsengel Michaël en de draak (1763), na restauratie terug te zien in de Onze-Lieve-Vrouwekathedraal. Doorniks porselein van Lecreux, opvallend door de verfijnde handen en voeten, is onder meer te bezichtigen in het Musée Royal de Mariemont en het Victoria & Albert Museum in Londen.
Lecreux trouwde twee keer (1759, 1770) en had dertien kinderen. Tegen 1790 vond hij nauwelijks nog werk in de opgedroogde kunstmarkt. Hij stierf berooid en moest zijn gezin in armoede achterlaten.

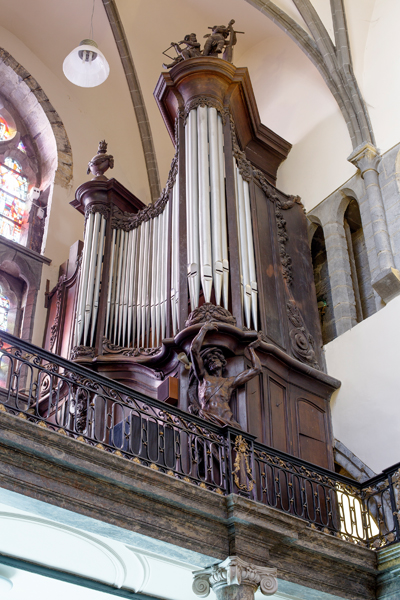
Orgelkast in Onze-Lieve-Vrouwekerk (Kortrijk)
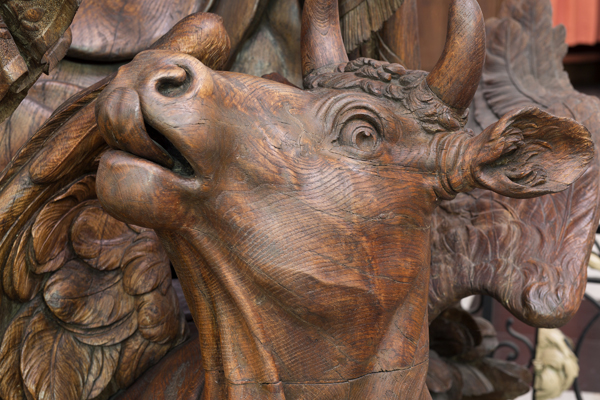
Preekstoel Harelbeke (detail)
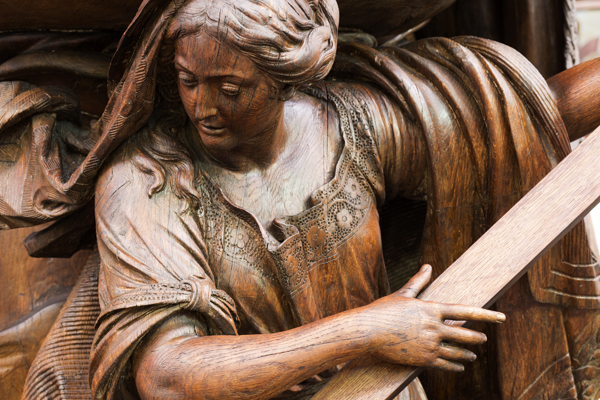
Preekstoel Harelbeke (detail)
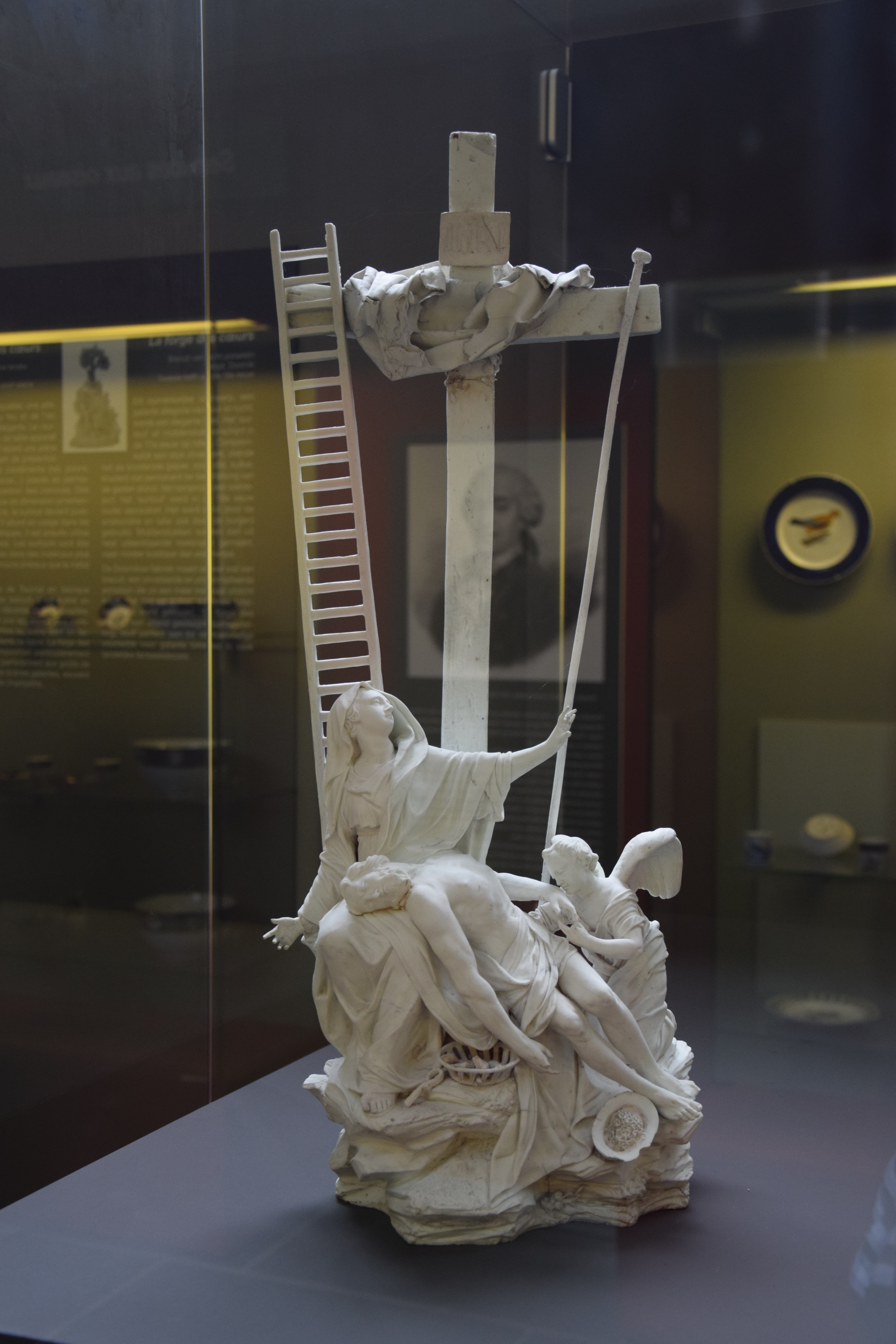
Porselein in Musée Royal de Mariemont